# Политический кризис в Кении (2007—2008)
Кенийский кризис — острый политический кризис, разразившийся в Кении после президентских выборов 27 декабря 2007 года и выразившийся в межэтнических столкновениях между сторонниками действующего президента Мваи Кибаки из Партии национального единства (этническая группа кикуйю) и его противниками из Оранжевого демократического движения, чьим кандидатом был Раила Одинга (этническая группа луо). За первые две недели погибло около 700 человек. О своей поддержке действующего президента заявили власти Уганды.
29 января три военных вертолёта обстреляли толпу кикуйю в городе Найваша, которые пытались помешать эвакуации национального меньшинства луо.
Всего погибло, по разным данным, от 1000 до 2500 человек.
17 апреля 2008 конфликт был урегулирован созданием коалиционного правительства национального единства во главе с Раилой Одингой.